# Mercedes-Benz Clase G

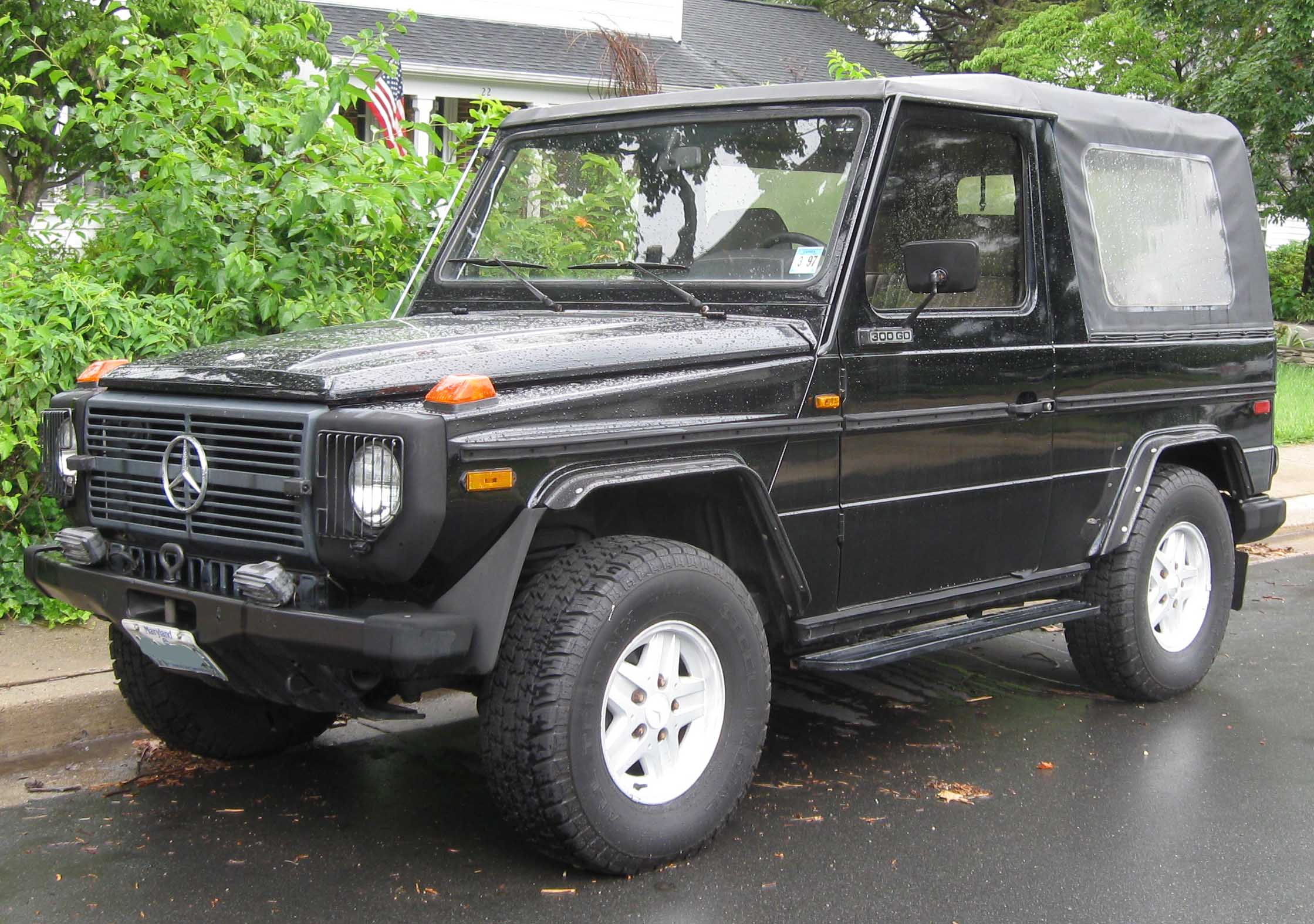
Mercedes-Benz 300GD W460 con carrocería descapotable.

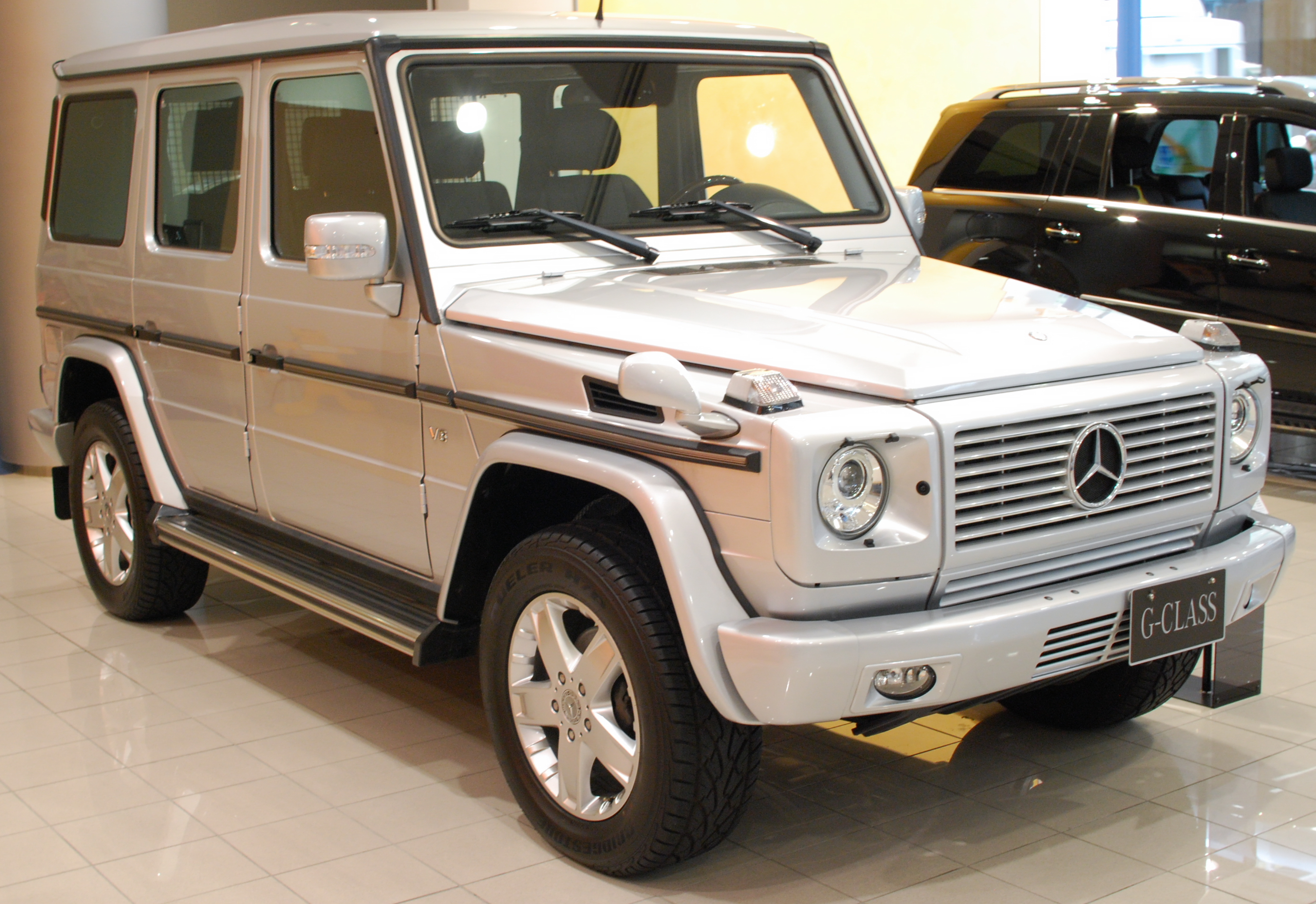
Mercedes-Benz G500 W463 con carrocería familiar de cinco puertas y batalla larga.

El Mercedes-Benz Clase G (Geländewagen) es un automóvil todoterreno de lujo desarrollado en conjunto por Steyr-Daimler-Puch —ahora Magna Steyr— y fabricado desde febrero del año 1979, siempre en Austria. Se usa ampliamente como vehículo militar, de paseo y como Papamóvil. Algunos modelos similares son el Toyota Land Cruiser,  Land Rover Defender, el Jeep Wrangler y el Nissan Patrol. 
El Clase G tiene motor delantero longitudinal y tracción a las cuatro ruedas. Las carrocerías tradicionales son descapotable de dos puertas, familiar de ocho puertas, familiar de cinco puertas y furgoneta de una puerta. Las dos últimas existen con batalla (distancia entre ejes) corta y larga. Asimismo, el Clase G se vende como chasis-cabina para usos especiales, en este caso con tres batallas distintas (la más corta corresponde a la larga de las otras versiones).
El W460 se fabricó entre 1979 y 1989. Desde 1989 hasta 2000 existieron dos proyectos paralelos, llamados W461 y W463. El W460 tiene tracción a las cuatro ruedas conectable, y tiene más elementos de equipamiento de confort. Por su parte, el W463 lleva tracción a las cuatro ruedas permanente, diferenciales bloqueables y mecánica reforzada para soportar travesías todoterreno;. A lo largo de las décadas, el Clase G fue recibiendo elementos de seguridad tales como airbags, antibloqueo de frenos y control de estabilidad y antivolcado.

## Motores
Originalmente, la gama de motores de gasolina se componía de dos unidades a nafta: un cuatro cilindros en línea de 2.3 litros de 122 CV ("230G") a carburador y un seis cilindros en línea de 2.8 litros de 150 CV ("280GE") a inyección Bosch. 
Los diésel eran un cuatro cilindros en línea de 2.4 litros y 72 CV ("240GD") y un cinco cilindros en línea de 3.0 litros y 88 CV ("300GD"). 
En las décadas de 1990 y 2000, los motores fueron sustituidos progresivamente por otros con menores emisiones contaminantes y mejor relación consumo/prestaciones. Los motores gasolina más recientes son un V6 de 3.2 litros y 215 CV ("G320"), un V8 de 5.0 litros y 296 CV ("G500"), un V8 de 5.5 litros y 388 CV ("G500"), un V8 de 5.4 litros con compresor volumétrico ("G55 AMG"; primero 476, luego 500 y finalmente 507 CV), un V8 de 5.5 litros Biturbo con 544 CV ("G63 AMG") y un V12 de 6.3 litros Biturbo de 612 CV ("G65 AMG"). 
Por el lado diésel, se añadió un 2.7 litros de 156 CV ("G270 CDI"), un V6 de 3.0 litros y 224 CV ("G320 CDI"), y un V8 de 4.0 litros y 250 CV ("G400 CDI") y una serie limitada llamada (500 ge) con el motor del turismo de carretera(500 sec).
Un dato muy importante es que la primera fuerza armada en emplearlo, fue el Ejército Argentino, en 1981, adelantándose incluso al Ejército Alemán (que por entonces había adoptado al Volkswagen Iltis)  y a más de sesenta países posteriormente, incluyendo el cuerpo de Marines de los Estados Unidos y el ejército Canadiense 